# Karl von Hase
Karl August von Hase, född den 25 augusti 1800 i Penig, död den 3 januari 1890 i Jena, var en tysk protestantisk teolog. 
Hase blev 1823 privatdocent i Tübingen, hölls för delaktighet i bland annat Erlangens burschenschaft 1824–1825 i fängelse på Hohenasperg, började där sin författarverksamhet, närmast som dogmatiker (Lehrbuch der evangelischen Dogmatik, 1826, 6:e upplagan 1870; "Hases dogmatik i sammandrag", 1839) och skrev senare bland annat Der griechische Robinson (det grekiska frihetskrigets historia för ungdom, 1828) och Gnosis oder protestantisch-evangelische Glaubenslehre für die Gebildeten (3 band, 1827–1829; 2:a upplagan 1869ff.), ett av hans mest betydande verk. 
Han framträdde som förkämpe för en djupare positiv kristendom gentemot rationalismen, men opponerade även energiskt mot repristinationsteologins, särskilt August Hahns ortodoxa fördömande av alla rationalister. För att visa den gamla lutherska ortodoxins vetenskapliga storhet och hur de nya ortodoxerna stod fjärran från denna skrev Hase sin berömda Hutterus redivivus, Dogmatik der evangelisch-lutherischen Kirche (1829, 13:e upplagan 1900; svensk översättning 1833ff.). 
År 1830 kallades Hase som professor till Jena. Han började här att föreläsa om "Leben Jesu", vilket ämne sedan upptog en stor del av hans mer än 60-åriga akademiska föreläsningsverksamhet. Redan 1829 hade han som lärobok utgivit Das Leben Jesu (5:e uppl. 1865), den första och i viss mening banbrytande moderna framställningen av detta ämne. 1834 utkom hans mest berömda arbete, Kirchengeschichte (12:e upplagan 1899; "Kyrkohistoria", 1838). 
I sin strid med Röhr 1834–1857 gav Hase den gamla rationalismen dödshugget inom vetenskapens värld. År 1848 fördes han åter in i de politiska striderna och kämpade för det ideal, som förverkligades 1871. Talrika resor till Rom (17 gånger) avbröt det trägna arbetet; härunder fullbordades, 1862, Handbuch der protestantischen Polemik gegen die römisch-katholische Kirche, i sitt slag länge den yppersta, på en gång kritiska och förståelsefulla behandlingen av romerska kyrkans åskådning. 
År 1883 lämnade han professuren, höljd av ärebetygelser; samma år upphöjdes han i adligt stånd. Han började nu bearbeta sina kyrkohistoriska föreläsningar för trycket, Kirchengeschichte auf der Grundlage akademischer Vorlesungen (I, 1885, 3:e upplagan 1901, band II och III, utgivna 1890–1892 av Krüger). von Hases framställning var berömd framför allt genom sin geniala förmåga till översikter, sina skarpa tids- och personkarakteristiker och sin klara, nästan lakoniska knapphet. Hase är den teologiska motsvarigheten till Ranke och Mommsen i 1800-talets tyska historieforskning. von Hases samlade verk utkom i 12 band 1890–1893.